# 20 septembre 1942
Le dimanche 20 septembre 1942 est le 263e jour de l'année 1942.

## Naissances
- Daniela Surina, actrice italienne
- Gérald Tremblay, maire de Montréal, Québec (2001-2012)
- Haruna Miyake, pianiste et compositrice japonaise
- Mariano Francisco Saynez Mendoza, homme politique mexicain
- Robbe De Hert, réalisateur belge
- Rose Rogombé (morte le 10 avril 2015), femme politique gabonaise
- Walt Minnick, politicien américain
- William Finley (mort le 14 avril 2012), acteur américain

## Décès
- Elkan Bauer (né le 4 avril 1852), compositeur autrichien
- Kārlis Ulmanis (né le 4 septembre 1877), homme d'État letton
- Kanaklata Barua (née le 22 décembre 1924), combattante pour l'indépendance de l'Inde
- Walther von Lüttwitz (né le 2 février 1859), militaire allemand

## Événements
- Création de la publication littéraire Les Lettres françaises
- Création du mouvement de résistance polonais Narodowe Siły Zbrojne